# Singair Upazila

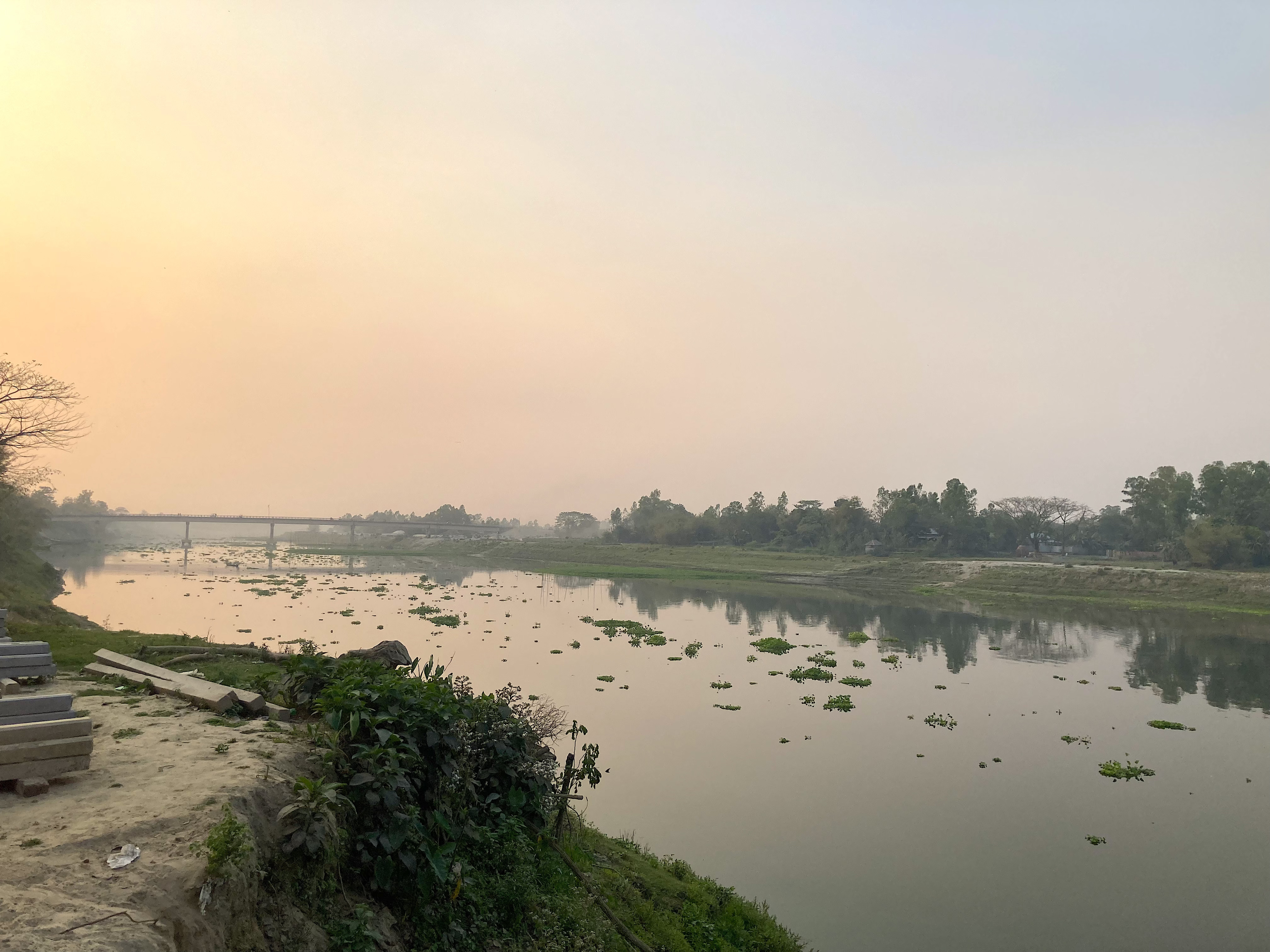
Kaliganga River, Jamsha Union

Singair (bengalisch সিঙ্গাইর) ist ein Upazila im Distrikt Manikganj in der Division Dhaka in Bangladesch.

## Geographie

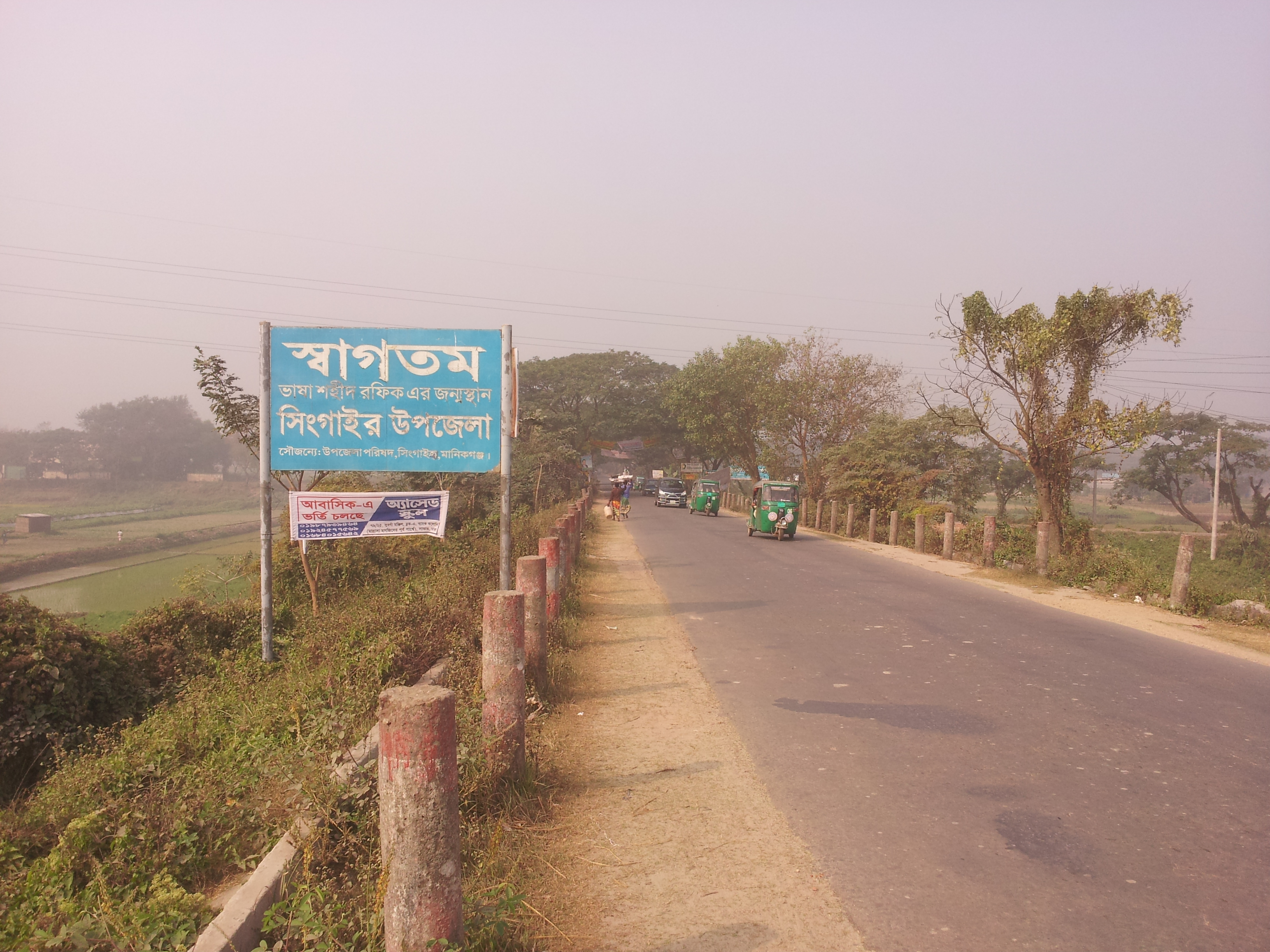
Savar-Singair Regional Highway

Singair liegt nördlich des Kaliganga und westlich des Dhaleshwari im Distrikt Manikganj. Zu dem Gebiet gehörten 2011 65.058 Haushalte auf einem Gebiet von 221,45 km².
Der Upazila ist der östlichste im Distrikt Maniganj. Er grenzt im Westen nur an den Upazila Manikgonj Sadar und wird nach Osten von den Upazilas Dhamrai, Savar, Keraniganj und Nawabganj des Distrikts Dhaka eingerahmt.

## Gesellschaft
Der überwiegende Teil der Bevölkerung ist muslimisch. Die Alphabetisierungsrate liegt bei 46,19 %, recht niedrig im Vergleich zum nationalen Durchschnitt von 51,8 %. Die Geschlechterrelation liegt bei 1041 Frauen auf 1000 Männer. 26.885 (9,35 %) leben in städtischem Umfeld.

## Verwaltung
Singair Upazila ist aufgeteilt in die eigentliche Stadt Singair Municipality und 11 Union Parishads: Jamsha, Charigram, Singair, Dhalla, Bayra, Chandhar, Baldahara, Joymontop, Jamirta, Saista und Talibpur. Die Union Parishads sind unterteilt in 137 Mauzas und 241 Dörfer.
Singair Municipality ist unterteilt in 9 Wards und 14 Mahallas.

## Bildung
Im Upazila gibt es drei Colleges, sowie die Highshools Dakkhin Jamsha High School (gegr. 1969), Basiruddin Foundation High School (Jamsha Union), Baira High School (1949), Charigram S A Khan High School (1948), Golaidanga High School (1967), Jamirta SG Multilateral High School (1921), Talebpur Adarsho High school (1973), Joymontop High School (1929), Nabagram Multilateral High School (1921), Shahrail High School (1964), Singair Pilot High School (1940) und Singair Pilot Girl’s High School.